# 徐朝宗
徐朝宗（15世紀—15世紀），字廷用，浙江嚴州府分水縣人，明朝政治人物。

## 生平
徐朝宗在永樂十八年（1420年）中舉人，宣德二年（1427年）成進士，八年（1433年）獲授南京貴州道監察御史，巡按廣西，因親喪回鄉，服闋後於正統六年（1441年）改官行在江西道監察御史。
兩年後（1443年）徐朝宗得擢任河南按察司僉事，提督大寧都司衛所等處屯田，條陳時政七件事獲明英宗嘉納；景泰四年（1453年）再陞福建按察司副使，又因親喪回鄉，服闋後在天順三年（1459年）改任山東按察司副使，進正三品散官嘉議大夫致仕，自號歸山道人。
徐朝宗個性端厚，學問豐富，文章簡單流暢，有詩文集流傳；任官剛正清慎，仕宦四十多年家無多餘財產，去世時人們都為他嗟歎。

## 引用
1. 1 2  光緒《分水縣志·卷八·人物志》：徐朝宗，字廷用，宣德丁未進士，官貴州道監察御史，巡按廣西，秩滿遷河南按察司僉事，提督大甯都司衛所等處屯田，條陳時政七事，上嘉納之。擢福建按察副使，改山東按察副使，進嘉議大夫致仕，後自號歸山道人。朝宗性端厚，學問優裕，為文簡暢，有詩文集行世；居官剛正清慎，厯仕四十餘年家無餘貲，卒之日聞者莫不嗟歎。
2. ↑  光緒《分水縣志·卷七·選舉志》：永樂十八年庚子（舉人） 徐朝宗 見進士
3. ↑  《明宣宗章皇帝實錄·卷一百三》：（宣德八年六月甲申）……擢進士徐朝宗、吳鎰、葉清為南京監察御史，朝宗貴州道、鎰四川道、清陝西道……
4. ↑  《明英宗睿皇帝實錄·卷七十八》：（正統六年四月）丁亥復除監察御史徐朝宗于行在江西道，以親喪服闋故也。
5. ↑  《明英宗睿皇帝實錄·卷一百十》：（正統八年十一月）己卯陞禮科給事中李詢，湖廣等道監察御史韋廣、徐朝宗、王俊，南京河南等道監察御史張彥、王受、葉清、成功、吳名、張哲，戶部主事張清、刑部主事彭貫為按察司僉事，專督屯田，詢山東，廣廣東，清山西，受廣西，張清雲南，功四川，名福建，哲江西，貫浙江，彥、俊、朝宗三人俱河南，其一分理南北直隸……
6. ↑  《明英宗睿皇帝實錄·卷二百二十七·廢帝郕戾王附錄第四十五》：（景泰四年三月）庚申陞兵科左給事中王宣為四川布政司左參政，河南按察司僉事徐朝宗為福建按察司副使。
7. ↑  《明英宗睿皇帝實錄·卷三百四》：（天順三年六月戊寅）復除福建按察司副使徐朝宗於山東按察司，以親喪服闋也。